# Вештачка интелигенција у корисничком искуству
Вештачка интелигенција у корисничком искуству је употреба и развој вештачке интелигенције (енг. скраћ. AI, исто и ВИ) за помоћ и побољшање корисничког искуства.(енг. customer experience, скраћ. CX)
Чет-ботови се често сматрају првим кораком у развоју вештачке интелигенције унутар индустрије, али све више прилагођене понуде полако постају доступне. Контакт центар као услуга је постао основно решење индустрије корисничког искуства, а очекује се да ће величина тржишта корисничког центра достићи 17,19 милијарди долара до 2030. само у Сједињеним Државама.

## Историја
Као и са многим АИ апликацијама, студије случаја ране имплементације CX АИ показале су да АИ може повећати квалитет интеракције са клијентима, а самим тим и свеобухватно искуство које организације могу да пруже. Ово заузврат указује на већи повраћај улагања и/или прихода као резултат.  Почетак револуције корисничког искуства и коришћења машинског учења био је са чет-ботовима. Употреба ове врсте вештачке интелигенције може се пратити још од Алана Тјуринга из 1950. године, када је Черч-Тјурингова теза сугерисала да компјутери могу да користе „формално резоновање“ да би дошли до закључака. 
У 2017. години, Мета је произвела једно од првих открића за свакодневну употребу АИ за корисничко искуство када је омогућила корисницима Фејсбука да креирају своје сопствене ботове за размену порука бесплатно на својој Facebook messenger (транскр. Фејсбук месенџер, колоквијално Фејсбук месинџер) платформи. Главни фокус овога је био да се аутоматизује и побољша корисничко искуство и интеракције.
У 2023, добављачи контакт центра почели су да најављују интеграцију ChatGPT-ове генеративне АИ у своја CX решења. Генеративна АИ додаје слој семантике у АИ решења. Ово је био велики напредак за конверзациону АИ. Користећи обраду природног језика и конверзациону вештачку интелигенцију, чет-ботови би могли да побољшају ниво услуге коју могу да пруже, говорећи клијентима лако разумљивим и конверзацијским тоном.
Данас је вештачка интелигенција на челу побољшања корисничког искуства. Постало је јасно да се задовољство купаца може значајно повећати решењима контакт центра која се фокусирају на АИ.

## Примена
Када је вештачка интелигенција увезана са роботиком, она почиње да улази у све сфере друштва. Свакодневно се појављују нове приче у популарној и пословној штампи о ономе што се обично назива Четврта индустријска револуција. Данас АИ преко емотивно-препознатог лица може открити да ли је особа срећна, фрустрирана или изнервирана. Валмарт (енг. Walmart) је већ најавио примену ове технологије за повећање задовољства купаца.

### Контакт центри
Тренутно је главна локација за примену АИ у корисничком искуству у сектору контакт центара. Историјски гледано, контакт центри су једноставно били познати као позивни центри, али се последњих година развила разлика између ова два појма. Позивни центри пружају телефонску подршку, док контакт центри пружају подршку путем дигиталних канала поред аналогних телефонских система. Контакт центри се стога посматрају као комплетно решење за корисничку подршку, где позивни центри једноставно покривају један аспект интеракције са клијентима.
Као део побољшања корисничког искуства, АИ такође побољшава искуство запослених. АИ је у стању да аутоматизује задатке како би ослободио време агентима контакт центра да се фокусирају на задатке вишег приоритета. На пример, АИ се може користити за аутоматско сумирање. То значи да уместо људских агената који морају сумирати интеракције са клијентима, сада АИ то може да уради, штедећи време и новац организацијама.

### Персонализација садржаја
Уз помоћ вештачке интелигенције, на основу претходног понашања корисника, може се стећи увид у то шта би корисника могло у будућности да занима. Алгоритми за персонализацију анализирају претходне интеракције корисника са апликацијом и креирају прилагођене препоруке које се подударају са њиховим потребама. На пример, е-трговинске платформе користе АИ за препоручивање производа на основу корисникових претходних куповина или прегледа, чиме се повећава вероватноћа конверзије.
Претходне студије указују да се висок степен персонализације уз помоћ АИ може повезати са:
- растом компетентности бренда [13]
- перцепцијом корисника о квалитету компаније[14]
- смањењу осећаја жртвовања код корисника
- растом позитивних карактеристика компаније, што доводи до јачања поверења корисника[15]

### Корисничка лојалност
Лојалност купаца се односи на куповину производа једног добављача више пута, препоручивање те компаније другима, што унапређује бизнис компаније кроз такозвани реферал маркетинг (енг. referral marketing). Конкретно, корисничко искуство са АИ је повезано са лојалношћу купаца с обзиром на то да спречава превару аутоматизацијом технологије и сајбер-безбедношћу, одређује захтеве и понашање купаца за боље циљање, и открива и управља подацима из индустрије помоћу апликација за машинско учење, унапређујући конкурентности предузећа. 

### Оптимизација дизајна у реалном времену
Један од главних изазова у CX дизајну је праћење промена у преференцијама корисника и прилагођавање интерфејса у складу са тим. АИ алати могу аутоматски прилагођавати елементе дизајна на основу података прикупљених у реалном времену. На пример, АИ може препознати да одређена боја позива на акцију привлачи више корисника, аутоматски прилагођавајући остатак интерфејса према том шаблону.